# Косажев-Дольни
Косажев-Дольни (пол. Kosarzew Dolny) — село в Польщі, у гміні Кшчонув Люблінського повіту Люблінського воєводства.
Населення — 211 осіб (2011).

## Демографія
Демографічна структура станом на 31 березня 2011 року:
|          | Загалом | Допрацездатний вік | Працездатний вік | Постпрацездатний вік |
| -------- | ------- | ------------------ | ---------------- | -------------------- |
| Чоловіки | 106     | 23                 | 68               | 15                   |
| Жінки    | 105     | 22                 | 55               | 28                   |
| Разом    | 211     | 45                 | 123              | 43                   |